# Laquintasaura venezuelae
Laquintasaura venezuelae es un género de dinosaurio ornitisquio venezolano que contiene solo la especie tipo Laquintasaura venezuelae . La especie fue el primer dinosaurio identificado en Venezuela. Se conoce a partir de extensos restos, todos de una localidad de lecho óseo singular que ha sido muestreada en busca de bloques de especímenes en el transcurso de varias expediciones, en gran parte dirigidas por Marcelo R Sánchez-Villagra. Un animal pequeño y muy primitivo, es conocido por su anatomía dental distinta y por ser uno de los ornitisquios más antiguos y primitivos del registro fósil. La incertidumbre taxonómica ha llevado a teorías contradictorias de que es la base de Ornithischia o la base del subgrupo Tirofora . En cualquiera de los modelos, data de hace unos 200 millones de años, al comienzo del Jurásico, la existencia en latitudes ecuatoriales y la naturaleza primitiva lo convierten en una visión clave de la evolución temprana de los ornitisquios. Se cree que Laquintasaura habría vivido en grupos y podría tener una dieta omnívora, viviendo en una llanura aluvial estacional y siendo presa del Tachiraptor contemporáneo . 

## Descripción
Hallado en sedimentos del Jurásico Inferior, más precisamente durante el Hettangiense de la Formación La Quinta de la que toma su nombre de género, este animal bípedo. Pertenece al grupo conocido de los ornitisquios –o dinosaurios «caderas de aves»– que más tarde evolucionaron en el estegosaurio, iguanodonte y el triceratops, entre otros. L. venezuelae, el cual se cree que habría vivido en grupos, era principalmente herbívoro, aunque se piensa que pudo haber comido grandes insectos y otros animales pequeños. El investigador Paul Barrett, del Museo de Historia Natural de Londres, describió que Laquintasaura venezuelae caminaba sobre sus dos patas traseras y era del tamaño de un perro pequeño. El mayor fémur encontrado fue de 90 milímetros de largo, lo que sugiere que todo el cuerpo del dinosaurio bípedo fue de aproximadamente 1 metro de largo y 25 centímetros de alto en la cadera. Si bien la dieta del dinosaurio consistía principalmente de helechos, la conformación de su dentadura sugiere que pudo alimentarse de insectos y de pequeñas presas. La premaxila de L. venezuelae posee 7 dientes y no presenta un diastema cercano a la sutura premaxilo-maxilar. Estas características de la premaxila es común en formas basales de ornitisquios y menos común en formas derivadas, que han tendido a reducir convergentemente el número de dientes en la premaxila o incluso perderlos del todo.

## Descubrimiento e investigación
El lecho óseo produciría material que finalmente se denominó Laquintasaura y fue descubierto originalmente en la década de 1980 por un equipo de paleontólogos franceses. El lecho óseo se encontró cerca de un camino entre las localidades de La Grita y Seboruco, en el estado Táchira , Venezuela , en rocas pertenecientes a la Formación La Quinta del Jurásico Temprano ; está directamente opuesta a la sección tipo de la formación, separada por posibles fallas geológicas . 
Estos descubrimientos franceses iniciales: dos dientes y un cuadrado serían llevados a París y descritos por DE Russel y sus colegas en un estudio de 1992; basándose en una anatomía craneal similar, se les derivó al género Lesothosaurus , un ornitisquio temprano del Jurásico temprano de Lesotho y Sudáfrica . Sin darse cuenta de los descubrimientos del equipo francés, Marcelo R. Sánchez-Villagra y sus colegas harían sus propias expediciones a la Formación La Quinta (estado Táchira ); inicialmente no encontraron fósiles de vertebrados en 1989, luego redescubrirían el lecho de huesos en la primera de tres expediciones en 1992 y 1993; El experto en dinosaurios James Clark fue el primero en notar la localidad fácil de pasar por alto. Sánchez-Villagra recuperó y transportó algunas chaquetas de yeso con fósiles a Buenos Aires en Argentina., donde él y el equipo de los Dres. Guillermo Rougier pasó tres meses preparando parcialmente los fósiles. Luego de esto regresaron a Venezuela, siendo llevados a la Universidad Simón Bolívar donde Sánchez-Villagra había escrito su tesis. Varios años después, a fines de la década de 1990, Sánchez-Villagra tomaría conocimiento de los ejemplares franceses y coordinaría también su regreso a Venezuela, depositados en las colecciones del Museo de Biología de la Universidad del Zulia (MBLUZ ) . 
Sánchez-Villagra se dio cuenta de que ya no se le permitía estudiar los fósiles que habían sido depositados en la Universidad Simón Bolívar poco después de haber sido trasladados, y resolvió realizar nuevas expediciones para recolectar material adicional del lecho de huesos; el material de la Universidad Simón Bolívar no ha sido estudiado desde entonces. Poco antes de conocer esta noticia, un intento de expedición había fracasado debido a la falla de un camión. Se organizó un viaje exitoso en diciembre de 1993, con un nuevo equipo de Caracas , que produjo abundante material nuevo. Este fue depositado en la MBLUZ, como el material francés original. La preparación temprana de estos bloques se informó en la conferencia de 1994 de la Sociedad de Paleontología de Vertebrados . Sánchez-Villagra y Fernando Novas, que se había conocido durante la preparación en Buenos Aires, obtuvo una beca de la Fundación Jurásica para estudiar el material de 1993. El proyecto finalmente se basaría en el Museo de Historia Natural de Londres , Inglaterra , y traería a Paul Barrett. Él, Novas, Sánchez-Villagra y sus colegas finalmente publicaron sobre el material en un artículo de 2008 en la revista científica PalZ , identificando un nuevo género probable de ornitisquio entre muchos otros animales indeterminados, pero sin nombrarlo hasta que se conociera más material. 
Tibia e isquion de Tachiraptor , cuyos restos se encuentran en el mismo lecho óseo que Laquintasaura
Ese material adicional sería reconocido y publicado en un artículo de 2014 en la revista Proceedings of the Royal Society B por un equipo que incluye a Barrett y Sánchez-Villagra. Este documento reevaluaría las conclusiones del documento de 2008, encontrando a través de comparaciones con material recién preparado, así como nuevos datos sobre la utilidad de identificar características en las que se basó el estudio de 2008, que casi todo el material en el lecho óseo (excepto dos dientes de terópodos, descritos más tarde). con una tibia recién reconocida como Tachiraptor  ) de hecho pertenecía al taxón ornitisquio previamente identificado. Con toda la riqueza de material ahora reconocida como perteneciente al taxón, lo nombraron formalmente como Laquintasaura venezuelae. El nombre genérico deriva del nombre de la formación geológica y del sufijo griego femenino para lagarto; el nombre específico se refiere al país y al pueblo de Venezuela. El material preparado a partir de la publicación del artículo incluía restos craneales aislados, una gran cantidad de dientes, los cuatro tipos principales de vértebras, una escápula , material pélvico y de miembros posteriores, y otros elementos postcraneales aislados. El material de las extremidades anteriores estaba completamente ausente y el material de las patas traseras era muy limitado. Gran parte del material aún no estaba preparado en este momento, y es posible que quede mucho más material sin recolectar del lecho de huesos. Un estudio posterior de 2021 realizado por Carlos-Manuel Herrera-Castillo, Sánchez-Villagra y colegas describió un premaxilar preparado y estudiado desde el artículo de 2014; en el momento de esta publicación, el estudio y la preparación de mucho material sigue en curso.  Como es el ornitisquio más antiguo datado de manera confiable, proveniente del comienzo del Jurásico , su descubrimiento se considera muy significativo. 

## Clasificación
Un análisis filogenético llevado a cabo por Baron et al. en 2016 encontró que Laquintasaura es el taxón hermano de Scutellosaurus, dentro del clado Thyreophora.
|  | Laquintasaura venezuelae |
|  |                          |
|  | Scutellosaurus lawleri   |
|  |                          |

|  | Scelidosaurus harrisonii                                     |
|  |                                                              |
|  | \| \| Stegosauria \| \| \| \| \| \| Ankylosauria \| \| \| \| |
|  |                                                              |
|  | Stegosauria                                                  |
|  |                                                              |
|  | Ankylosauria                                                 |
|  |                                                              |

|  | Stegosauria  |
|  |              |
|  | Ankylosauria |
|  |              |

|  | Scelidosaurus harrisonii                                     |
|  |                                                              |
|  | \| \| Stegosauria \| \| \| \| \| \| Ankylosauria \| \| \| \| |
|  |                                                              |
|  | Stegosauria                                                  |
|  |                                                              |
|  | Ankylosauria                                                 |
|  |                                                              |

|  | Stegosauria  |
|  |              |
|  | Ankylosauria |
|  |              |

|  | Laquintasaura venezuelae |
|  |                          |
|  | Scutellosaurus lawleri   |
|  |                          |

|  | Scelidosaurus harrisonii                                     |
|  |                                                              |
|  | \| \| Stegosauria \| \| \| \| \| \| Ankylosauria \| \| \| \| |
|  |                                                              |
|  | Stegosauria                                                  |
|  |                                                              |
|  | Ankylosauria                                                 |
|  |                                                              |

|  | Stegosauria  |
|  |              |
|  | Ankylosauria |
|  |              |

|  | Scelidosaurus harrisonii                                     |
|  |                                                              |
|  | \| \| Stegosauria \| \| \| \| \| \| Ankylosauria \| \| \| \| |
|  |                                                              |
|  | Stegosauria                                                  |
|  |                                                              |
|  | Ankylosauria                                                 |
|  |                                                              |

|  | Stegosauria  |
|  |              |
|  | Ankylosauria |
|  |              |